# Grande Prémio FECOCI de 2018
A primeira edição do Grande Prémio FECOCI teve lugar a 12 de dezembro de 2018. A corrida fez parte do calendário da UCI America Tour de 2019 na categoria 1.2. A corrida foi vencida pelo Colombiano William Muñoz (Bicicletas Strongman Coldeportes), foi seguido pelo espanhol Óscar Sevilla (Medellín) e do Mexicano Eduardo Corte (Canel's Specialized).

## Apresentação

### Percurso
A corrida decorreu em Esparza na Upala, Costa Rica num comprimento total 145,2 km.

### Equipas
| Equipe profissional Continental- Gazprom-RusVelo Equipes Continentais (4)- Bicicletas Strongman - Medellín-Éxito - Canel's-Specialized - Lokosphinx |
| |

## Classificação Final
A corrida foi vencida no final de um sprint pelo Colombiano William Muñoz (Bicicletas Strongman Coldeportes), seguido pelo espanhol Óscar Sevilla (Medellín). O Mexicano Eduardo Corte (Canel's Specialized) ficou em terceiro e Colombiano Javier González. Noventa e um dos ciclistas tomaram aa partida. Vinte e quatro ciclistas terminaram a corrida no tempo, enquanto quarenta e sete chegaram fora de tempo e dezesseis abandonaram ; quatro não tomaram a partida.